# Springtime (1929)
Springtime é um curta-metragem de animação lançado em 1929, como parte da série Silly Symphonies. É parte de uma mini-série de curtas baseados nas estações. O curta pode ser visto na TV, enquanto Jasper e Horace estão assistindo em 101 Dálmatas. Uma peça de música do desenho animado, Dança das Horas, também foi usada mais tarde no filme Fantasia da Disney, como segmento.

## Sinopse
Flores, joaninhas, centopeias, pássaros e sapos dançam na primavera ao som de música clássica, para a criação de um habitat alegre.